# Maryam Molkara
Maryam Khatoon Molkara (en persan : مریم خاتون ملک‌آرا) est une activiste pour les droits des personnes trans en Iran. Née en 1950, elle décède le 25 mars 2012. Désignée de sexe mâle, à la naissance, elle a joué un rôle déterminant pour permettre aux opérations de changement de sexe d'exister dans le cadre d'un cadre juridique, en obtenant une lettre faisant office de Fatwā,,,,.

## Biographie
Dès 1975, Maryam Khatoon Mokara écrit des lettres à l'ayatollah Khomeini. Exilée en Irak, elle lui demande des conseils religieux sur le fait de vouloir changer de sexe. Elle se rend à Paris, où il réside alors, en 1978, pour le sensibiliser aux droits des personnes transgenres. Après la Révolution Islamique de 1979, elle est renvoyée de son poste à la télévision. On lui injecte de force des hormones masculines et elle est enfermée dans une institution psychiatrique. Grâce à ses bonnes relations avec plusieurs leaders religieux, parmi lesquels Akbar Hashemi Rafsanjani, elle est libérée.
Maryam Khatoon Molkara continue à militer pour accéder à une opération de changement de sexe. Elle va à la rencontre de l'ayatollah Khomeini à son domicile du Nord de Téhéran, portant un costume d'homme et un Coran. Elle est alors retenue et battue par le service de sécurité, jusqu'à ce que le frère de l'ayatollah, Hassan Pasandide, intervienne. Elle est autorisée à parler à Khomeini, et réussit à le convaincre. Il émet une fatwā en 1986 qui l'autorise à effectuer son opération chirurgicale de changement de sexe.
Maryam Molkara milite activement pour de meilleures connaissances et procédures médicales en Iran concernant le changement de sexe. Elle soutient également d'autres personnes transgenres qui souhaitent effectuer l'opération. N'étant pas satisfaite par la qualité des chirurgies opérées dans les hôpitaux iraniens, elle termine sa transition par une chirurgie en Thaïlande en 1997,.
En 2007, elle fonde et dirige la Société iranienne de soutien aux personnes atteintes d'un trouble de l'identité sexuelle (ISIGID, انجمن حمایت از بیماران مبتلا به اختلالات هویت جنسی ایران), première organisation de plaidoyer pour les droits des personnes trans légalement déclarée en Iran.